# Amblyderus scabridus
Amblyderus scabridus es una especie de coleóptero de la familia Anthicidae.

## Distribución geográfica
Habita en la India.